# Nicolas Steiner
Nicolas Steiner (* 1984 in Sitten, Wallis) ist ein Schweizer Filmregisseur, Drehbuchautor und Filmproduzent. 2016 wurde er zweifach mit dem Deutschen Filmpreis (Lola) und dreifach mit dem Schweizer Filmpreis (Quartz) für seinen Diplomfilm Above and Below ausgezeichnet.

## Werdegang

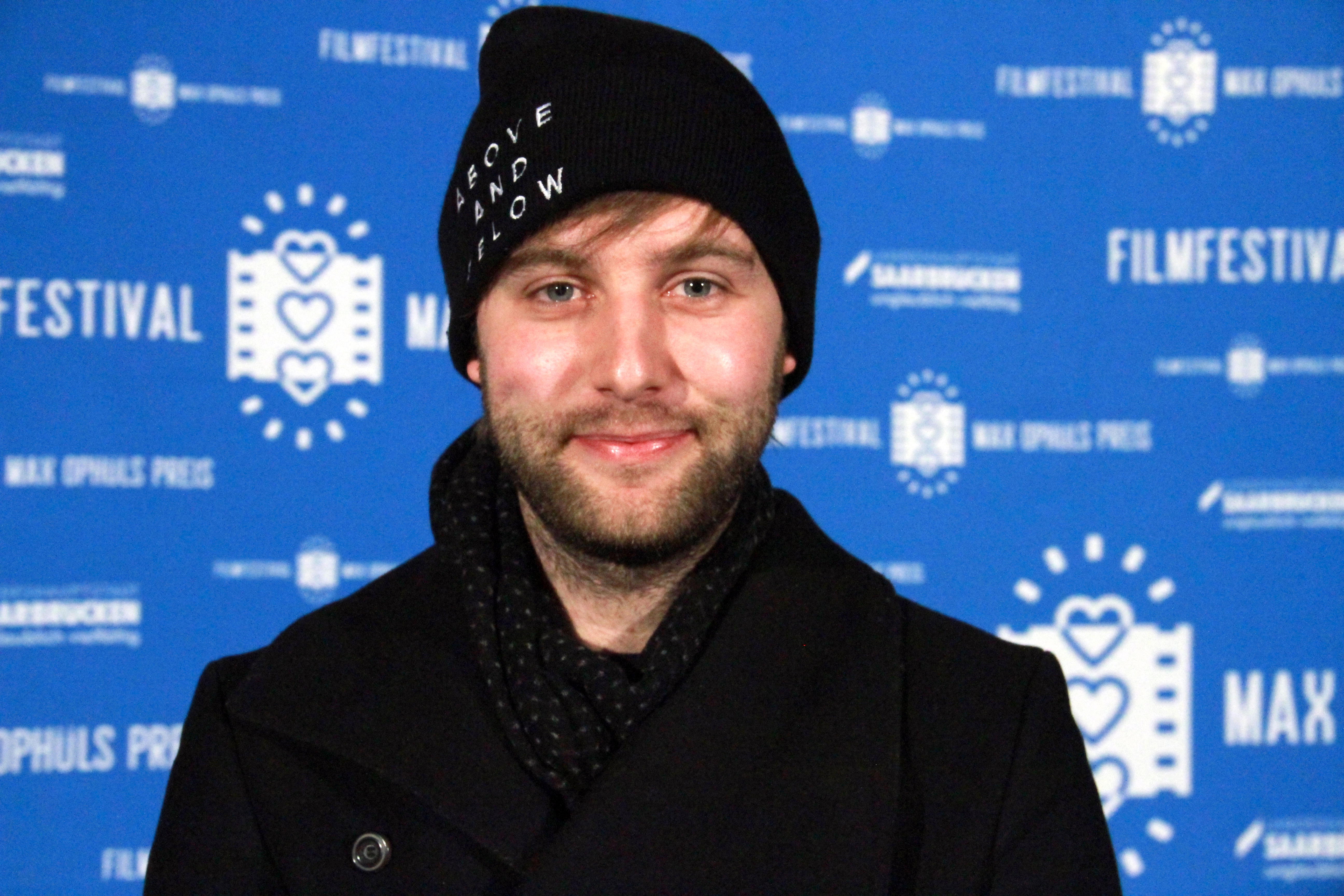
Nicolas Steiner am Max-Ophüls-Filmfestival 2015

Nicolas Steiner ist im Wallis in der keine tausend Einwohner zählenden Gemeinde Turtmann im Rhonetal aufgewachsen. Viele seiner Filme, wie der 2009 gedrehte Kurzspielfilm Ich bin's Helmut oder der künstlerisch-humorige Dokumentarfilm Kampf der Königinnen (2011) können als (Anti-)Heimatfilme seiner Herkunft gesehen werden. Über die Prägung durch seine Heimat, das Wallis, in dem auch viele seiner Filme spielen, sagte Steiner: «Ich bin durch und durch ein Walliser Regisseur, der seine Wurzeln liebt. Und trotzdem, das Wallis als Ort ist beängstigend schön. Charmant und doch so gefährlich lodernd in hübschen, trügerischen Postkartenidyllen. Kühe gibt’s. Puffs auch. […] Die steilen Berge schützen, ziehen aber auch eine klare Trennlinie. Sie isolieren. Sie winken einem stolz zu, wenn sie dich nicht furchteinflössend einengen. Das Wallis hat mich geprägt und wird es auch weiterhin tun. Ich freu mich drauf.»
Während seiner Schulzeit arbeitete Steiner nebenbei als Totengräber und als Käser im französischsprechenden Arconciel (FR), spielte als Drummer in verschiedenen lokalen Musikgruppen und kam als Darsteller (Rekrut Schlönz) im Schweizer Kinofilm „Achtung, fertig, Charlie!“ zum ersten Mal mit der Filmproduktion in Berührung. Von der Filmkunst mehr fasziniert als vom Militär, absolvierte Steiner seine Militärdienstpflicht als Schlagzeuger/Perkussionist in der Militärmusik.
Am European Film College (Dänemark) beschäftigte sich Steiner im Jahr 2005/2006 mit dem skandinavischen Film und den Nachwehen der Dogma-Welle. Anschließend studierte er ein Jahr an der Universität Zürich Ethnologie, Politik und Filmwissenschaften, bevor er 2007 an der Filmakademie Baden-Württemberg in Ludwigsburg (Deutschland) für ein Regiestudium zugelassen wurde. In den folgenden Jahren sammelte Steiner internationale Filmfestivalerfahrungen und gewann zahlreiche Preise. So präsentierte er seinen im ersten Jahr gedrehten 35-mm-Kurzspielflm Schwitze (2008) und den im Wallis spielenden Kurzfilm Ich bin's Helmut (2009) auf internationalen Festivals. Ich bin's Helmut gewann über 42 Preise weltweit, darunter den Grand Prix eines der größten Asiatischen Filmfestivals in Tokyo (2011), bester Schweizer Kurzfilm der Internationalen Kurzfilmtage Winterthur (2010), eine Nominierung für den deutschen Filmpreis (Lola) und über 260 weltweite Festivalteilnahmen auf allen fünf Kontinenten.
2010 erhält Steiner das prestigeträchtige FULBRIGHT-Stipendium sowie den Kulturförderpreis vom Kanton Wallis und studiert für ein Jahr am San Francisco Art Institute, wo er sich vor allem der analogen Fotografie und Entwicklung von Gesellschafts-Brettspielen widmet. Insbesondere widmete sich Steiner durch eine Analog-Foto-Serie dem Phänomen der Geisterstadt, die zum Ausgangspunkt für seinen späteren Abschlussfilm Above and Below (2015) wurde.
Ein Jahr später stellte Steiner den abendfüllenden Dokumentarfilm Kampf der Königinnen (2011) fertig. In schwarz-weiß gefilmt, porträtiert Steiner den traditionellen und unblutigen Kuhkampf im Kanton Wallis auf erfrischend moderne Weise. Der Film feierte Premiere in der Perspektive Deutsches Kino an der Berlinale 2011 und gewann mehrere Auszeichnungen. Der Film lief mit Ich bin's Helmut (Vorfilm) in den Schweizer Kinos.
2014 verbringt er als Artist in Residence des Kanton Wallis in der Toy Factory in Brooklyn, New York City.
Steiner schloss mit seinem Diplomfilm Above and Below 2015 von der Filmakademie Baden-Württemberg ab. Der Dokumentarfilm porträtiert fünf unterschiedliche Helden, die jenseits der Strukturen des Alltags leben. Vom Mars, zur Erde und darunter: Eine Marsstation in Utah, ein Einsiedler in der Wüste und die Menschen in den Flutkanälen von Las Vegas. Nachdem der Film 2015 im internationalen Wettbewerb in Rotterdam prämierte, lief Above and Below auf zahlreichen Festivals rund um den Globus und wurde vielfach ausgezeichnet. Unter anderem gewann der Dokumentarfilm 2016 zwei goldene LOLAs (Deutscher Filmpreis für besten Dokumentarfilm und beste Kamera) und drei Quartz-Trophäen (Schweizer Filmpreis für besten Dokumentarfilm, besten Schnitt, beste Mischung). Mit dem Zürcher Filmpreis wurde "Above and Below" außerdem für die beste Musik in einem deutschen Dokumentarfilm ausgezeichnet. Das US-amerikanische Popkulturmagazin Variety platzierte den Film unter die 10 besten Filme 2015 (neben Te Martian, Spotlight und Star Wars). In mehreren Ländern folgt eine Kinoauswertung und Oscilloscope Laboratories bringt den Film in die US-amerikanischen Kinos.
Nicolas Steiner ist Mitglied der European Film Academy wie auch der Schweizer Filmakademie.
Er übte Jurytätigkeiten an diversen internationalen Filmfestivals, unter anderem in Locarno, Kansk (Sibirien), Dresden, Filmschau Baden-Württemberg, Eberswalde, Basler Filmpreis, Solothurner Filmtage, aus.
Mittlerweile unterrichtete und unterrichtet Steiner Master Classen oder Seminare in der Schweiz, Deutschland, Holland, Südafrika, Russland und vor allem in den USA. Unter anderem an der Hochschule für Fernsehen und Film München, St. Petersburg State University of Film and Television, Docfest Maastricht, Zürcher Hochschule der Künste, Seattle Northwest Film Forum oder der University of Pittsburgh.
Im September 2016 erhielt er den RÜNZI-Preis 2016. Der Preis geht seit 1972 jährlich an eine Walliser Persönlichkeit und wird von der jeweiligen Staatsratspräsidentin übergeben.
Die True-Crime-Serie Dig Deeper: Das Verschwinden von Birgit Meier erschien am 26. November 2021 auf Netflix.

## Werke (Auswahl)

### Schwitze(2008)
Der 35-mm-Spielfilm wird beim Filmfestival in Locarno gezeigt. „Zwei Schweizer schwitzen sich in der Dampfsauna die Wahrheit aus dem Leib. Der Kuckuck gibt den Takt an. Alles gut, bis der Eine ein Ei legt...“

### Ich bin's Helmut(2009)
Steiner lässt in seinem auf einer 16 mm Rolle in Plansequenz gedrehten Kurzspielfilm Ich bin's Helmut wortwörtlich die Kulissen abreißen: „Helmut feiert seinen 60.Geburtstag. Er ist 57, doch seine Frau hat sich verrechnet. Während die Fassade der kleinbürgerlichen Häuslichkeit allmählich zu bröckeln beginnt, schauen alte Freunde vorbei und verteilen gutgemeinte Ratschläge – eine skurrile Liebeserklärung an die Vergänglichkeit.“ In nur zwölf Minuten dekonstruiert Steiner hier das spießige und auf schon lange gestörten Beziehungen aufgebaute Leben von Helmut und schafft es dabei Themen von Verlust, Trauer und Befreiung aufzugreifen. Der Film gewinnt über 42 Preise weltweit und nimmt an über 260 Festivals auf allen fünf Kontinenten teil.

### Kampf der Königinnen(2011)
Sein in Schwarz/Weiß gedrehter dokumentarischer (Anti)Heimatfilm Kampf der Königinnen handelt über den unblutigen Kuhkampf der Eringer-Kühe. Der Kampftag wird zum Dreh- und Angelpunkt im Leben der Protagonisten – vieles im Kanton Wallis scheint auf diesen traditionellen Kuhkampf zu verweisen. Wir folgen den verwobenen Geschichten eines Kuh-Züchters, einer Motorradclique und eines Radioreporters des Züricher Senders LoRa. Steiner inszeniert das Brauchtum erfrischend modern und fängt die Stimmung zwischen Spannung und Volksfest, als Spagat zwischen Tradition und Moderne, mit einem Augenzwinkern ein. Der Film feierte Premiere in der Perspektive Deutsches Kino an der Berlinale 2011 und gewann mehrere Auszeichnungen. Mit Ich bin's Helmut als Vorfilm läuft Kampf der Königinnen in den Schweizer Kinos.

### Above and Below(2015)
Mit Above and Below (2015), seinem Diplomfilm von der Filmakademie Baden-Württemberg, realisiert Steiner einen poetisch und surreal-anmutendes Filmessay. Die fünf verschiedenen US-amerikanischen Protagonisten eint eines: Sie leben jenseits der Strukturen des Alltags und passen nicht in die Vorstellungen eines modernen Amerikas. Dabei begibt sich Steiner mit ihnen tatsächlich über und unter die Erde.
Cindy und Rick, ein Pärchen, das in den Tunnelsystemen von Las Vegas lebt und sich – immer bis zur nächsten Flutung der Kanäle – ein romantisches Leben zusammenimprovisiert, geben uns Einblick in das harte Leben unterhalb der Stadt. Auch Lalo, der Pate genannt, lebt dort in einem kleinen Tunnel und spricht über die Ordnung, die sie trotz allem wahren oder zu wahren versuchen. Mitten in der Wüste Imperial County in Kalifornien, treffen wir auf Dave, der sich als Einsiedler von Leben und Liebsten zurückzog. Scheinbar auf andere Planeten verschlägt uns die Geschichte von April, die als Mitglied der Mars Desert Research Station in Hanksville, Utah erforscht, wie menschliches Leben auf dem Mars funktionieren könnte. Eingängliche Geschichten in eingänglichem Stil – Above and Below inszeniert sehr reale Menschen in einer traumhaften Weise.
Above and Below (2015) wurde vielfach ausgezeichnet, darunter mit zwei goldenen LOLAs (Deutscher Filmpreis für besten Dokumentarfilm und beste Kamera) 2016 und mit drei Quartz (Schweizer Filmpreis für besten Dokumentarfilm, besten Schnitt, beste Mischung) 2016. Gleichzeitig erhielt der Film den Preis für die beste Musik in einem deutschen Dokumentarfilm 2015. Der Dokumentarfilm lief auf über 80 Festivals rund um den Globus.
An der Produktion von Above and Below waren neben Nicolas Steiner selbst die Produktionsfirmen Flying Moon, Maximage sowie die Filmakademie Baden-Württemberg beteiligt.

## Filmographie (Auswahl)

### Als Schauspieler
- 2002: Achtung, fertig, Charlie!
- 2006: Alles bleibt anders

### Als Drehbuchautor/Regisseur/Produzent
- 2008: Schwitze (Kurzfilm: Drehbuch, Regie)
- 2009: Blitz, Donner, Windgefauch (Dokumentarfilm: Drehbuch, Regie)
- 2009: Ich bin’s, Helmut (Kurzfilm: Drehbuch, Regie)
- 2011: Kampf der Königinnen (Dokumentarfilm: Drehbuch, Regie, Produktion)
- 2015: Above and Below (Dokumentarfilm: Drehbuch, Regie, Produktion)
- 2021: Dig Deeper: Das Verschwinden von Birgit Meier (4-teilige Netflix Original True-Crime Serie)
- 2025: Sie glauben an Engel, Herr Drowak? (Regie)

## Auszeichnungen (Auswahl)
- 2010: Prize for the Best Student Film für Ich bin’s, Helmut (Kiev International Film Festival Molodist)
- 2010: Bester Kurzfilm für Ich bin’s, Helmut (CineMAiubit – International Student Film Festival)
- 2010: Promotionspreis der Kulturministerin für Ich bin’s, Helmut (Dresden Film Festival)
- 2011: Taurus Studio for Innovation Award für Ich bin’s, Helmut (Neuchâtel International Fantasy Film Festival)
- 2011: Grand Prix für Ich bin’s, Helmut (Tokyo, Short Shorts Film Festival & Asia)
- 2016: Schweizer Filmpreis – Bester Dokumentarfilm für Above and Below
- 2016: Schweizer Filmpreis – Bester Schnitt für Above and Below
- 2016: Schweizer Filmpreis – Beste Mischung für Above and Below
- 2016: Deutscher Filmpreis – Bester Dokumentarfilm für Above and Below
- 2016: Deutscher Filmpreis – Beste Kamera für Above and Below